# Partidul Evreiesc din România
Partidul Evreiesc din România (în limba idiș:אידישע פארטיי  Idișe Partei ; maghiară Országos Zsidó Párt) a fost o formațiune politică  a populației evreiești din România interbelică. Primul președinte al formațiunii a fost Tivadar Fischer. Organul de presă pentru Transilvania a fost ziarul Új Kelet, editat la Cluj.
PER s-a opus puternic programului liberal și asimilaționist al lui Wilhelm Filderman și al Uniunii Evreilor Români (UER). A reușit să submineze întărirea UER în Transilvania și în alte regiuni, prezentându-și proprii candidați la alegerile pentru Parlament din anii 1930, și opunând-se cu vehemență antisemitismului.
Partidul Evreiesc s-a bucurat de cea mai importantă susținere electorală în Transilvania și Basarabia. În Vechiul Regat, dominat de UER, el a fost condus de scriitorul Avram Leib Zissu. 
La alegerile din 1932 PER a încheiat un cartel electoral cu PNȚ și a obținut 5 mandate de deputat, iar UER s-a aliat cu PNL și nu a obținut nici un mandat.

## Galerie de imagini

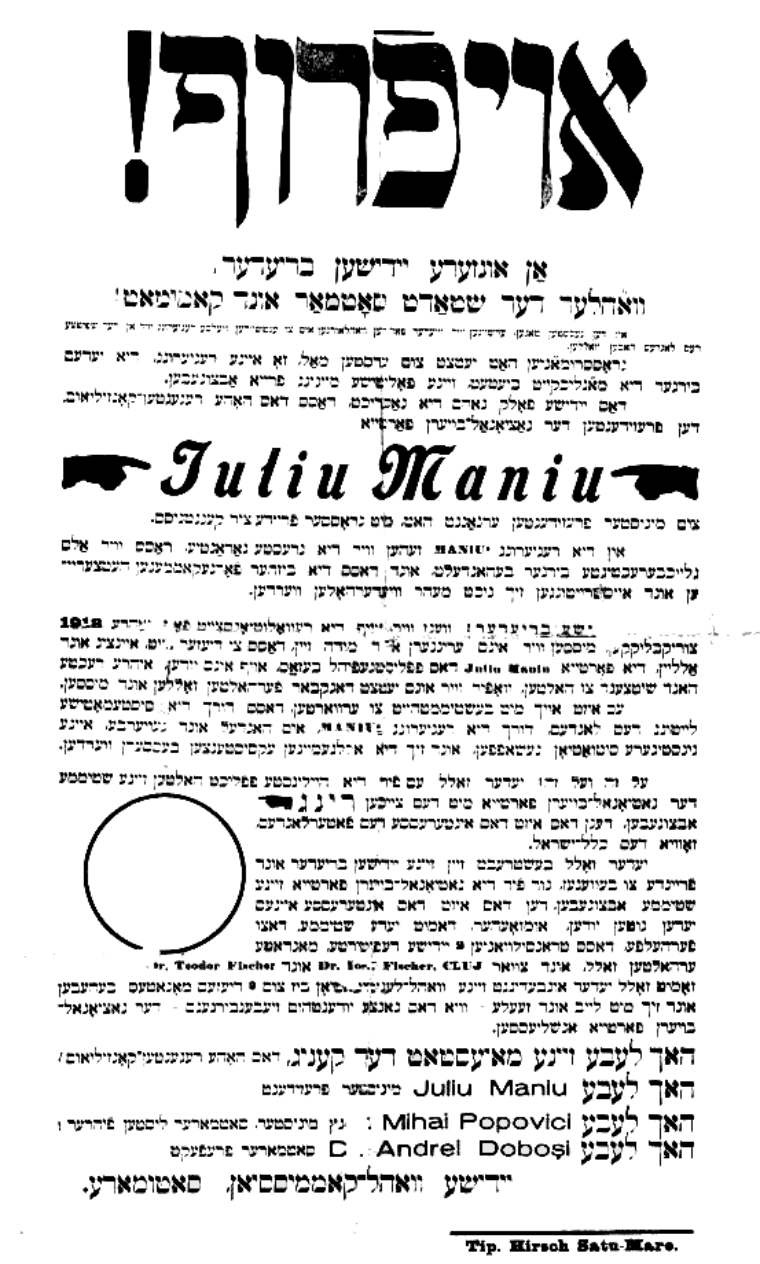
Afiș electoral pro Iuliu Maniu în limba idiș, Satu Mare